# Hiram Walker
Hiram Walker (East Douglas, 4 de julho de 1816 — Detroit, 12 de janeiro de 1899) foi um empresário americano.
Hiram Walker foi o fundador da destilaria produtora do uísque Canadian Club.

## Biografia
Nascido no interior do estado de Massachusetts, mudou-se para a capital, Boston, em 1836 e trabalhou como caixeira de uma loja de secos. Em 1838, migrou para o estado de Michigan, fixando residência na cidade de Detroit. Nesta cidade, abriu uma loja de secos e molhados e aprendeu a destilar vinagre e paralelamente, contraiu sociedades em um curtume.
Em 1854 começou a destilar bebidas alcoólicas e após adquirir algumas fazendas, fundou uma industria de destilação, produzindo uísque com o nome 'Hiram Walker’s Club Whisky'. Em função da tramitação de uma lei estadual proibindo a venda de bebidas alcoólicas, antecipou -se a aprovação desta lei e atravessou o Rio Detroit e reinstalou sua destilaria em território canadense, na cidade de Windsor.
Produzindo uísque genuinamente canadense, o Canadian Club, sua empresa tornou-se uma das principais destilarias do Canadá, exportando para o Reino Unido e Estados Unidos, inclusive em plena época de Lei Seca. Hiram também investiu na criação de gado.
Ao redor da sua indústria, formou uma vila de operários que mais tarde seria batizada de Walkeville.
Filantropo, Walker ajudou a fundar os hospitais: Hospital Infantil de Michigan e o Centro Médico de Detroit.
Hiram Walker faleceu em Detroit, no dia 12 de janeiro de 1899.